# Martha Madison
Martha Madison (* 27. Juli 1977 in Newport News, Virginia als Martha Anna Butterworth) ist eine US-amerikanische Schauspielerin.

## Leben und Karriere
Martha Madison wurde als mittleres von insgesamt fünf Kindern in Newport News geboren und wuchs anschließend in Houston auf. Im Alter von sechs Jahren stand sie am Actors’ Theatre in ihrer Heimatstadt erstmals als Darstellerin auf der Bühne. Nach dem Schulabschluss besuchte sie die Texas A&M University, die sie 1999 mit einem Bachelor of Science im Fach Psychologie abschloss. Anschließend zog es sie nach New York, wo sie im Tanz an der American Musical and Dramatic Academy ausgebildet wurde. Insgesamt vier Jahre lang war sie Tänzerin der Silverados aus League City in Texas.
Im Jahr 2001 gab Madison ihr Schauspieldebüt vor der Kamera mit einer kleinen Rolle in der Liebeskomödie Kate & Leopold. Es folgten Gastauftritte in den Serien Criminal Intent – Verbrechen im Visier und Passions. 2004 wurde sie in der Seifenoper Zeit der Sehnsucht als Belle Black in einer zentralen Rolle besetzt. Diese Rolle spielte sie zunächst bis 2008, bevor sie 2015 für die Serie zurückkehrte und sie seitdem ohne Unterbrechung darstellt. Nachdem sie 2009 bei den Gold Derby Awards für ihre Darstellung in der Serie in der Kategorie Beste Darstellerin der Dekade nominiert war, erhielt sie nach ihrer Rückkehr 2019 eine Nominierung bei den Daytime Emmy Awards in der Kategorie Beste Nebendarstellerin in einer Dramaserie. Nach ihrem zwischenzeitlichen Ausstieg trat sie in den Serien Without a Trace – Spurlos verschwunden, Criminal Minds und General Hospital auf.
Von 2010 bis 2014 trat Madison in der Webserie The Bay in einer Nebenrolle als Marly Nelson-Foster auf. 2015 war sie in der titelgebenden Hauptrolle in der Independent-Serie Winterthorne zu sehen. Es folgten Auftritte in den Serien One Mississippi und Great News.

## Persönliches
Martha Madison ist seit 2007 mit A.J. Gilbert verheiratet. Sie sind Eltern eines gemeinsamen Kindes. Bereits seit 2005 ist sie Botschafterin der National Multiple Sclerosis Society (NMSS), die sich für eine verstärkte Wahrnehmung der Autoimmunerkrankung Multiple Sklerose einsetzt, eine Krankheit, an der Madisons Mutter seit den 1980er Jahren litt.

## Filmografie (Auswahl)
- 2001: Kate & Leopold
- 2003: Criminal Intent – Verbrechen im Visier (Criminal Intent, Fernsehserie, Episode 2x19)
- 2004: Passions (Fernsehserie, 2 Episoden)
- seit 2004: Zeit der Sehnsucht (Days of Our Lives, Fernsehserie)
- 2006: Biker Mice from Mars (Fernsehserie, 2 Episoden)
- 2007: The Singles Table (Fernsehserie, Episode 1x02)
- 2008: Without a Trace – Spurlos verschwunden (Without a Trace, Fernsehserie, Episode 7x07)
- 2009: Criminal Minds (Fernsehserie, Episode 4x22)
- 2009: The Mother of Invention
- 2010–2014: The Bay (Fernsehserie, 26 Episoden)
- 2011: General Hospital (Fernsehserie, 6 Episoden)
- 2012: Undercover Bridesmaid (Fernsehfilm)
- 2015: Winterthorne (Fernsehserie, 4 Episoden)
- 2016: One Mississippi (Fernsehserie, 2 Episoden)
- 2016: Ladies of the Lake (Miniserie, 4 Episoden)
- 2017: Great News (Fernsehserie, Episode 1x04)
- 2018: To The Beat!
- 2018: The Price of Silence
- 2020: To the Beat!: Back 2 School

## Nominierungen (Auswahl)
Daytime Emmy Award
- 2019: Nominierung als Beste Nebendarstellerin in einer Dramaserie für Zeit der Sehnsucht

Gold Derby Awards
- 2009: Nominierung als Beste Nebendarstellerin der Dekade für Zeit der Sehnsucht

Indie Series Awards
- 2015: Nominierung als Beste Hauptdarstellerin in einer Dramaserie für Winterthorne